# Verwaltungsgemeinschaft Bördeaue

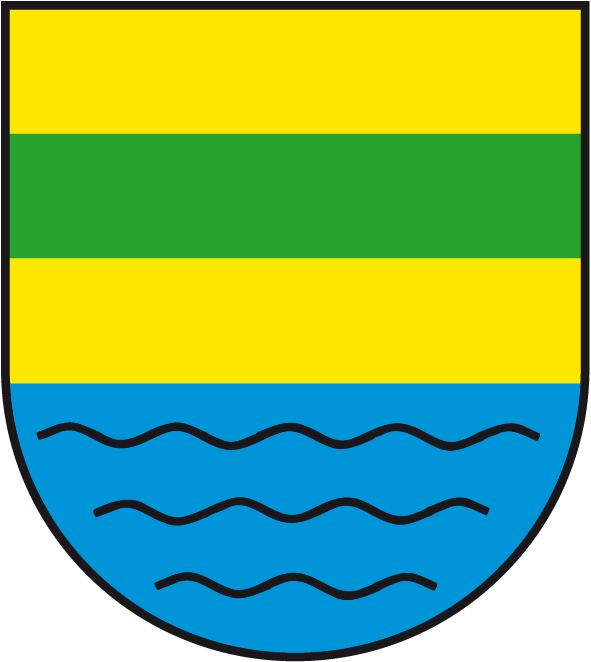
Wappen der VG Bördeaue

Die Verwaltungsgemeinschaft Bördeaue war eine Verwaltungsgemeinschaft im Landkreis Aschersleben-Staßfurt in Sachsen-Anhalt und hatte ihren Sitz in Unseburg.

## Mitgliedsgemeinden
| - Borne - Tarthun | - Unseburg - Wolmirsleben |

## Geschichte
Die Verwaltungsgemeinschaft Bördeaue wurde 1994 durch den freiwilligen Zusammenschluss von vier Gemeinden gegründet. Sie wurde zum 1. Januar 2005 aufgelöst und die Gemeinden wurden in die neu gegründete Verwaltungsgemeinschaft Egelner Mulde eingegliedert.

## Politik

### Wappen
Blasonierung: „In Gold ein grüner Balken, der erhöhte blaue Schildfuß belegt mit drei schwarzen Wellenlinien.“
Das Wappen wurde vom Magdeburger Kommunalheraldiker Jörg Mantzsch gestaltet und ins Genehmigungsverfahren geführt.